# Ludwig Bieringer
Ludwig Bieringer (1892-1975) fue un general alemán durante la II Guerra Mundial. Un soldado de carrera, sirvió a su país como oficial júnior en la I Guerra Mundial, como oficial de estado mayor en el periodo de entreguerras y comandante a nivel de brigada durante la II Guerra Mundial.

## Biografía
Nacido el 12 de agosto de 1892 en Metz, Ludwig Bieringer se unió al Ejército Imperial directo desde la escuela en 1913. Durante la Primera Guerra Mundial, fue Oberleutnant (Teniente Primero). Bieringer sirvió principalmente en el 8.º Batallón-ferroviario. Bieringer fue promovido a Mayor en 1934, y sirvió en el personal de las Tropas de Transporte, en el personal de la 7.ª División. Fue promovido a comandante del 7.º Batallón de Transporte Motor en octubre de 1935, antes de ser promovido a Director de Curso en la Escuela de Suministros del Ejército, en 1937.
Como líder del Suministros del Ejército a principios de la Segunda Guerra Mundial, Bieringer asumió el mando del Puesto Avanzado de Intendente General, con el Grupo de Ejércitos Sur, en junio de 1942, y después con el Grupo de Ejércitos A. Bieringer fue promovido al grado de Generalmajor en julio de 1943. Bieringer estuvo al cargo del suministro de las tropas, ahora en Italia, entre junio y septiembre de 1943. Entre septiembre de 1943 y abril de 1944, fue desplegado como asistente del Comandante de Campo de Besançon. Bieringer fue finalmente nombrado Comandante de Campo en Draguignan (Feld Kommandantur 800). Capturado en agosto de 1944, Bieringer fue liberado en mayo de 1947.
Bieringer murió el 22 de enero de 1975, en Hanóver.

## Carrera militar
- Fähnrich (1 de agosto de 1914);
- Leutnant (7 de agosto de 1914);
- Oberleutnant (22 de marzo de 1918);
- Rittmeister (1 de junio de 1926);
- Major (1 de agosto de 1934);
- Oberstleutnant (1 de enero de 1937);
- Oberst (1 de enero de 1940);
- Generalmajor (1 de julio de 1943)

## Condecoraciones
- Cruz de Hierro de 1939, 1.ª y 2.ª Clase
- Cruz de Hierro de 1914, 1.ª y 2.ª Clase
- Cruz de Federico Augusto, 2.ª clase
- Cruz de Honor de la Guerra Mundial de 1914/1918
- Condecoración al Largo Servicio de la Wehrmacht, 1.ª Clase
- Medalla del Frente Oriental